# 월촌역
월촌역(Wolchon station, 月村驛)은 대구광역시 달서구 월배로에 있는 대구 도시철도 1호선의 지하철역이다.

## 특징
월촌역 사거리에 역이 위치하고 있으며, 인근에 대구공업대학교가 있고 출구 정보에도 대구공업대학교가 표기되어 있으나 대구공업대학교는 오히려 서부정류장역과 더 가까우므로 서부정류장역 안내방송에서 언급하나, 실제로 대구공업대학교에서 가장 가까운 거리를 가진 역은 송현역이다.
이 역에서 간선 618번 버스로 환승하여 타고 가면 대구공업대학교와 본동, 본리동과 성당동 쪽으로 갈 수 있다. 인근에 대구시청소년수련원이 있으며, 큰 사거리에 역이 있기 때문에 역 주변에 유동인구도 많고 아파트와 학교가 많이 있어서 이용률이 적진 않은 편이다.

## 역명의 유래
역명은 이곳 주변에 "월촌"이라는 옛 지명이 있어서 따 온 역명이다. 현재도 이 주변을 월촌이라 하며, 지명의 유래는 1411년 단양 우씨 판서공 우흥명의 손자였던 정략장군 우전이 정도전의 난을 피하여 낙향할 때, 그들을 비추던 달이 보름달로 유난히 밝게 비추었다는 이야기가 전해져 "월촌"이라 하였다.

## 역사
- 1997년 11월 26일 : 대구 도시철도 1호선 개통과 함께 영업 개시
- 2016년 6월 29일 : 스크린도어 설치

## 역 구조
2면 2선의 곡선 상대식 승강장이 있는 지하 역이며, 승강장 벽면 색상은 하늘색이다. 스크린도어가 설치되어 있다.
이 역은 곡선으로 약간 휘어 있으며, 승강장과 열차 사이의 단차가 있다.

### 승강장
| 상인 ↑ |
| \| 상  |
| ↓ 송현 |

| 상행 | ● 대구 도시철도 1호선 | 상인·진천·설화명곡 방면      |
| 하행 | ● 대구 도시철도 1호선 | 반월당·중앙로·안심·하양 방면 |

- 승강장 번호는 없다.
- 대합실을 통해, 반대편 승강장으로 이동이 가능하다.

## 역 주변
| 나가는 곳 | 방면 |
| --------- | --- |
| 1         | 대구공업대학 대구효성초등학교 대구달서공업고등학교 우방송현하이츠 송현우방맨션 본동주공아파트 본동종합사회복지관 대구광역시 유아교육진흥원              |
| 2         | 경북기계공업고등학교 대서중학교 월성동 |
| 3         | 대구달서송현119안전센터 상인1동 송현주공아파트 상인화성파크드림                                                                                         |
| 4         | 대구상인동우체국 대구청소년수련원 달서어린이도서관 대구대서초등학교 월촌보성화성아파트 가나유치원 월곡역사박물관 상인화성파크드림 화성파크드림 낙동서원 |
| 5         | 대구청소년수련원 송현1동 송현주공시장 농협 축협송현지점 나경유치원                                                                                      |
| 6         | 송현1동 청구제네스아파트 IM뱅크 월촌역지점 |
| 7         | 송현시장 송현2동 송현월성아파트 송현클래식타운 구암공원                                                                                                 |
| 8         | 송현시장 송현초등학교 송현2동 송현월성아파트 스타벅스 대구월촌역점                                                                                      |

## 승차량 변동
역 주변에 아파트와 학교가 많이 있어서 이용객이 점진적으로 증가하고 있다.
| 노선  | 승차 인원 | 승차 인원 | 승차 인원 | 승차 인원 | 승차 인원 | 승차 인원 | 승차 인원 | 승차 인원 | 승차 인원 | 승차 인원 | 주석  |
| 노선  | 1997년    | 1998년    | 1999년    | 2000년    | 2001년    | 2002년    | 2003년    | 2004년    | 2005년    | 2006년    | 주석  |
| ----- | --------- | --------- | --------- | --------- | --------- | --------- | --------- | --------- | --------- | --------- | ----- |
| 1호선 | 4,472     | 4,611     | 4,676     | 미공개    | 4,539     | 4,696     | 3,169     | 4,415     | 4,313     | 4,766     | [ 2 ] |
| 노선  | 2007년    | 2008년    | 2009년    | 2010년    | 2011년    | 2012년    | 2013년    | 2014년    | 2015년    | 2016년    |       |
| 1호선 | 4,351     | 4,263     | 4,126     | 4,593     | 5,097     | 5,205     | 5,278     | 5,157     | 5,259     | 5,308     | [ 2 ] |
| 노선  | 2017년    | 2018년    | 2019년    | 2020년    | 2021년    | 2022년    |           |           |           |           |       |
| 1호선 | 5,255     | 5,269     | 5,255     | 3,573     |           |           |           |           |           |           |       |

## 인접한 역
| 대구 도시철도 1호선    | 대구 도시철도 1호선   | 대구 도시철도 1호선 |
| ---------------------- | --------------------- | ------------------- |
| 120 상인 설화명곡 방면 | ● 대구 도시철도 1호선 | 122 송현 하양 방면  |